# دييغو سالوماو
دييغو فيريرا سالوماو (بالبرتغالية: Diogo Salomão‏) لاعب كرة قدم برتغالي من مواليد (14 سبتمبر 1990).

## روابط خارجية
- دييغو سالوماو على موقع قاعدة بيانات كرة القدم.إي يو (الإنجليزية)
- دييغو سالوماو على موقع Soccerbase.com (لاعب) (الإنجليزية)
- دييغو سالوماو على موقع Soccerway.com (الإنجليزية)
- دييغو سالوماو على موقع AS.com (الإسبانية)